# Religia starosemicka
Religia starosemicka – politeistyczne wierzenia ludów semickich ze starożytnego Bliskiego Wschodu i północno-wschodniej Afryki. Religię starosemicką można podzielić na kilka odmian regionalnych, różniących się tradycjami i panteonami: religia kananejska i mitologia ugarycka w Lewancie, religia Mezopotamii (która czerpała także z niesemickiej mitologii sumeryjskiej, i z której wywodziła się religia Urartu) oraz religia staroarabska.

## Panteon prasemicki
Skróty: ak. akadyjsko-babiloński; ug. ugarycki; f. fenicki; heb. hebrajski; ar. arabski; PA południowoarabski; et. etiopski
- ʼIlu - „Bóg” (bóg nieba, głowa panteonu: ak. Ilu, ug. El, f. ʼl/Ēlos, heb. El/Elohim, ar. Allah, PA ʼl).
- ʼAṯiratu - (żona Ilu: ug. aṯrt, heb. Ašērāh, PA 'ṯrt) - znaczenie imienia nieznane. Jest również nazywana  ' Ilatu „bogini” (ak. Ilat, f. ʼlt, ar. Allāt).
- ʻAṯtaru - (bóg płodności: ug. 'ṯtr, PA ʻṯtr, et. ʻAstar bóg nieba).
- ʻAṯtartu - (bogini płodności: ak. Ištar, ug. ʻṯtrt, f. ʻštrt/Astarte, heb. 'Aštoreṯ). Znaczenie nazwy nie jest znane i nie jest związana z 'Aṯiratu.
- Haddu/Hadadu - (bóg burzy: ak. Adad, ug. hd, f. Adodos). Nazwa najprawdopodobniej oznacza „Gromowładca”. Bóg ten jest również znany jako Baʻlu „mąż, pan” (ak. Bel, ug. bʻl, f. bʻl'/Belos, heb. Baʻal).
- Śamšu - „słońce” (bogini Słońca: ug. špš, PA: šmš, aczkolwiek ak. Šamaš jest męskoosobowym bogiem).
- Wariḫu - „księżyc” (bóg Księżyca: ug. yrḫ, heb. Yārēaḥ, PA wrḫ).

## Akad, Asyria i Babilonia
Wraz z rozpoznaniem pięciu planet zostały one związane ze Słońcem i Księżycem oraz utożsamione z głównymi bogami panteonu babilońskiego. Dwujęzyczna lista w Muzeum Brytyjskim wymienia owych bogów z przypisanymi do nich ciałami niebieskimi w następującej kolejności:
- Nanna (Księżyc)
- Szamasz (Słońce)
- Marduk (Jowisz)
- Isztar (Wenus)
- Ninurta (Saturn)
- Nabu (Merkury)
- Nergal (Mars)

Religia Asyrii koncentruje się na Aszurze, bóstwie opiekuńczym miasta Aszur, oraz Isztar, patronce Niniwy. Najpóźniej stwierdzony kult Aszur i innych asyryjskich bogów sięga do III wieku naszej ery.
Aszur, patron miasta o tej samej nazwie z końca epoki brązu, był w ciągłej rywalizacji z bogiem-opiekunem Babilonu, Mardukiem. W Asyrii, Aszur ostatecznie wyparł Marduka, stając się nawet mężem Isztar.
Głównymi bogami asyro-babilońskimi oraz akadyjskimi byli:
- Aszur (aram. ܐܵܫܿܘܪ)/Anszar – patron Aszuru
- Isztar (Astarte) – bogini miłości i wojny, patronka Niniwy (aram. ܥܸܫܬܵܪ)
- Nabu – bóg piśmiennictwa i skrybów
- Nergal – bóg świata podziemnego
- Tiamat – bogini morza
- Samnuha[4]
- Kubaba[4]
- Marduk
- Enlil
- Ninlil
- Nisroch
- Hanbi – ojciec Pazuzu
- Anu
- Ea, sumeryjski Enki – bóg rzemiosł
- Kiszar
- Sin, sumeryjski Nanna – bóg Księżyca
- Iszara
- Szamasz – bóg słońca
- Adad/Hadad[5]
- Dagon/Dagan
- Bel
- Dumuzi

Głównymi asyro-babilońskimi demonami i herosami byli:
- Adapa
- Gilgamesz
- Lugalbanda
- Lilith
- Pazuzu
- Ninurta[6][7]

## Kanaan
Religia kananejska była kultywowana przez ludzi żyjących w Starożytnym Lewancie od epoki brązu. Aż do wykopalisk w mieście Ugarit w północnej Syrii i odkryciu archiwum z epoki brązu na glinianych tabliczkach zapisanych alfabetycznym pismem klinowym, niewiele było wiadomo na temat wierzeń Kananejczyków. Papirus, będący prawdopodobnie materiałem preferowanym przez skrybów w tamtym czasie, łatwo uległ rozkładowi pod wpływem wilgotnego klimatu śródziemnomorskiego. W rezultacie to zapisy biblijne były pierwszym źródłem informacji na temat religii Kanaanu. Teksty te uzupełniono kilkoma drugo- i trzeciorzędnymi greckimi źródłami, w tym traktatem Lukiana z Samosat De Dea Syria (Syryjska Bogini), fragmentami Historii Fenickiej autorstwa Filona z Byblos oraz pismami Damaskiosa. Dodatkowe informacje zostały uzyskane w ramach ostatnich badań źródeł ugaryckich, lewantyjskich inskrypcji i archiwów z Tall Mardich (wydobytych na początku lat 60.).
Religia kananejska wykazuje wyraźny wpływ mezopotamskich i egipskich praktyk religijnych. Tak jak i inne narody starożytnego Bliskiego Wschodu, Kananejczycy byli politeistami, koncentrującymi się na rodzinnym kulcie domowych bogów i bogiń, uznając przy tym istnienie innych bogów, takich jak Baal, Аnat czy El Również królowie odgrywali ważną religijną rolę, także podczas niektórych uroczystości, takich jak zaślubiny bogów w trakcie świętowania Nowego Roku, a także mogli być czczeni jak bogowie.

### Hebrajczycy
W II tysiącleciu p.n.e. Hebrajczycy, będąc jeszcze ludem koczowniczym, kultywowali wierzenia opierające się na kulcie bóstw pasterskich, magii, a także formach totemizmu. Około roku 1200 p.n.e. przybyli oni i osiedlili się w Kanaanie, gdzie określani byli jako Hapiru. Ich bóstwem opiekuńczym był wymieniany w tekstach ugaryckich Jahu/Jaho, będący jednym z pomniejszych bogów ognia; prawdopodobnie w drodze ewolucji stał się on później jedynym bóstwem zjednoczonych plemion Izraelitów jako Jahwe. Po osiedleniu się Hebrajczycy podjęli również kult lokalnych, kananejskich bogów i bogiń.

#### Judaizm
Wierzenia poprzedzające jahwizm i judaizm były w późniejszym okresie stopniowo odrzucane w procesie przechodzenia przez monolatrię do monoteizmu. Po wybudowaniu Świątyni Salomona warstwa kapłańska podjęła ostrą walkę z politeizmem, mimo to w Świątyni pod koniec życia Salomona pojawił się ołtarz bogini Aszery (1 Krl 11,4-5), podawanej jako żona Jahwe. Król Manasses, panujący w latach 698-642 p.n.e. ustawił w niej zaś posąg tejże bogini.
Pomimo działalności licznych proroków i prób wymazania śladów pogaństwa (również z tekstów Starego Testamentu), istnieją świadectwa kultu Aszery lub Anat sięgające czasów Drugiej Świątyni, a nawet reliktowo przenikające do chrześcijaństwa. Próbowano mu przeciwdziałać m.in. poprzez łączenie jej z Baalem, który już wcześniej był przedstawiany w negatywny dla Izraelitów sposób. W samym zaś judaizmie można wskazać relikty dawnej religii jak i zapożyczeń z innych wierzeń. Stworzenie świata według Biblii bywa porównywane z babilońskim Enuma elisz. Niektórzy badacze wskazują również na babilońskie korzenie historii Estery. W Psalmie 68 widnieje tekst:

„wyrównajcie drogę Temu, co cwałuje na obłokach!

Jahwe mu na imię”

Sugeruje on związek pomiędzy Jahwe a Baalem, którego jednym z epitetów było właśnie „cwałujący na obłokach”.
Źródła greckie podają, że El, stwórca świata i ojciec bogów według panteonu ugaryckiego, był żonaty z Beruth (symbolem Bejrutu). Małżeństwo bóstwa z miastem wydaje się posiadać biblijne analogie do historii łączących Melkarta i Tyr; Jahwe i Jerozolimę; Tanit i Baal Hammon w Kartaginie. El Elyon jest wymieniany jako Bóg Wszechmogący w Księdze Rodzaju 14,18–19 jak bóg, którego kapłanem był Melchizedek, król Salemu. Filon z Byblos podaje, że Uranos i Gaja (w języku greckim odpowiednio Niebo i Ziemia) narodzili się ze związku El Elyon i jego małżonki. Odpowiada to ściśle zdaniu rozpoczynającemu Księgę Rodzaju: Na początku Bóg (Elohim) stworzył Niebo (Shemayim) i Ziemię (Eretz). Odpowiada to także babilońskim historiom o Anunnaki.

## Arabia
W okresie poprzedzającym powstanie i ekspansję islamu Arabowie najprawdopodobniej nie wytworzyli spójnego systemu mitologicznego. Bogowie i boginie czczeni przez nich w tamtym okresie wyobrażani byli pod postaciami idoli, zwanymi asnam. W świątyni Al-Kaba znajdowało się około 360 takich idoli, do których odbywano pielgrzymki. Arabowie oddawali cześć Słońcu, Księżycowi, drzewom, źródłom i kamieniom; liczne przekazy podkreślają rolę kultu ciał niebieskich.
Naczelne bóstwa staroarabskie to:
- Hubal
- Al-Uzza
- Al-Lat
- Manat